# Petropávlovka (Vorónezh)
Petropávlovka (ruso: Петропа́вловка) es un asentamiento rural y pueblo (seló) de Rusia, capital del raión homónimo en la óblast de Vorónezh.
En 2021, el territorio del asentamiento tenía una población de 4894 habitantes, de los cuales 4819 vivían en el propio pueblo y el resto en su única pedanía, el jútor de Chervono-Chejurski.
Se ubica junto a la confluencia de los ríos Kriusha y Toluchéyevka, unos 30 km al noreste de Boguchar sobre la carretera que lleva a Kalach.

## Historia
El pueblo fue fundado como una slobodá en la década de 1730, por cosacos de Zaporiyia del regimiento de Ostrogozhsk, a los que se sumaron colonos agrícolas procedentes de los alrededores rurales de Járkov. Debido a que tuvo origen en la Ucrania Libre, durante mucho tiempo fue un pueblo habitado principalmente por ucranianos. Recibe su topónimo de la iglesia parroquial, construida en 1745 y dedicada a los santos apóstoles Pedro y Pablo. Con el tiempo pasó a ser capital de su propia vólost, en el uyezd de Boguchar de la gobernación de Vorónezh. La Unión Soviética le dio el estatus de capital distrital en 1928, cuando se formaron los raiones de la óblast de Chernozem Central.